# Abila latipes
Abila latipes är en insektsart som beskrevs av Carl Stål 1878. Abila latipes ingår i släktet Abila och familjen Romaleidae. Inga underarter finns listade i Catalogue of Life.